# Bystrá (Pelhřimov)
Bystrá é uma comuna checa localizada na região de Vysočina, distrito de Pelhřimov.